# اچ‌ام‌اس کلی (اف۰۱)
اچ‌ام‌اس کلی (اف۰۱) (به انگلیسی: HMS Kelly (F01)) یک کشتی بود. این کشتی در سال ۱۹۳۸ ساخته شد.